# Цолика
Цолика (рум. Țolica) — село в Кантемирском районе Молдавии. Наряду с сёлами Еникёй, Бобочика и Флоричика входит в состав коммуны Еникёй.

## География
Село расположено на высоте 66 метров над уровнем моря.

## Население
По данным переписи населения 2004 года, в селе Цолика проживает 383 человека (190 мужчин, 193 женщины).
Этнический состав села:
| Национальность | Число жителей | Процентный состав |
| -------------- | ------------- | ----------------- |
| молдаване      | 204           | 53.26             |
| болгары        | 136           | 35.51             |
| гагаузы        | 24            | 6.27              |
| украинцы       | 12            | 3.13              |
| русские        | 7             | 1.83              |
| Всего          | 383           | 100%              |